# کفال سفید
کفال سفید (نام علمی: Mugil curema) نام یک گونه از تیره ماهی کفال است.